# Tekućica
Tekućica är ett samhälle i Bosnien och Hercegovina.   Det ligger i entiteten Republika Srpska, i den centrala delen av landet, 100 km norr om huvudstaden Sarajevo. Tekućica ligger 175 meter över havet och antalet invånare är 656.
Terrängen runt Tekućica är kuperad. Runt Tekućica är det ganska tätbefolkat, med 72 invånare per kvadratkilometer.. Närmaste större samhälle är Doboj, 8,0 km nordväst om Tekućica. 
I omgivningarna runt Tekućica växer i huvudsak blandskog.